# Rue Charles-Le-Goffic
La rue Charles-Le-Goffic est une voie du 14e arrondissement de Paris, en France.

## Situation et accès

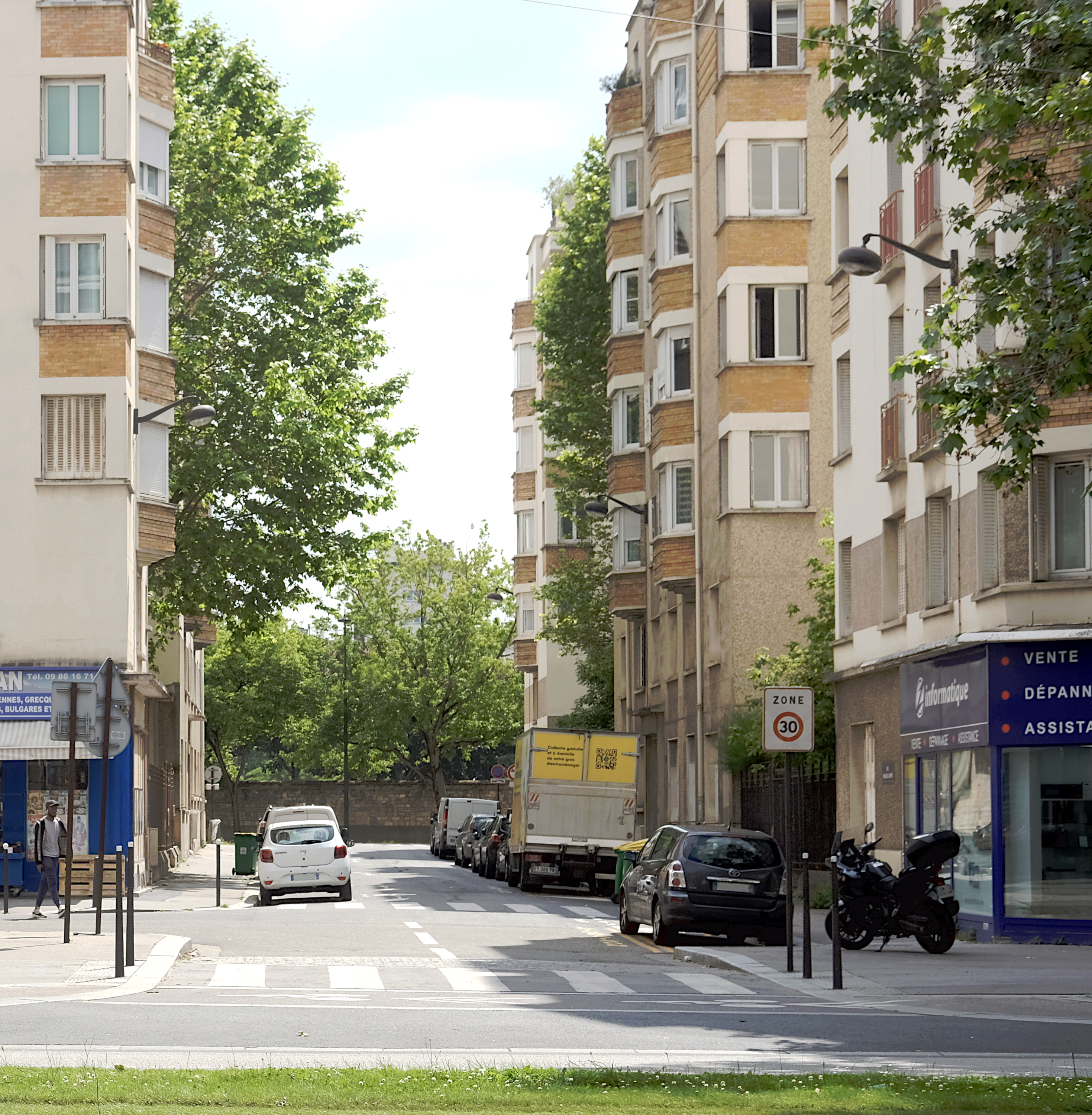
La rue vue depuis le boulevard Brune (juin 2024).

La rue Charles-Le-Goffic est une voie publique située dans le 14e arrondissement de Paris. Elle débute au 108, boulevard Brune et se termine au 11, avenue Ernest-Reyer.

## Origine du nom
La rue porte le nom du poète, romancier et critique, Charles Le Goffic (1863-1932). 

## Historique
La voie a été ouverte et a pris sa dénomination actuelle en 1932 sur l'emplacement du bastion no 79 de l'enceinte de Thiers.